# شهرستان مرند
شهرستان مرند، از نظر جمعیت سومین شهرستان استان و از نظر مساحت چهارمین شهرستان بزرگ استان آذربایجان شرقی در ایران است. مرکز این شهرستان، شهر مرند است.
شهرستان مرند در ۶۵ کیلومتری شمال غرب تبریز و در محور ارتباطی اروپا و آسیای میانه قرار گرفته و دارای ۳ بخش و ۶ شهر و ۹ دهستان و ۱۲۹ آبادی بوده که۱۱۳ آبادی دارای سکنه و ۱۶ آبادی آن خالی از سکنه است. شهرستان مرند با جمعیتی بالغ بر ۲۴۵ هزار نفر سومین شهرستان پرجمعیت استان پس از شهرستان‌های [تبریز] و [مراغه] می‌باشد.
شهرستان مرند سومین شهرستان بزرگ استان آذربایجان شرقی پس از میانه و سراب می‌باشد.

## دربارهٔ شهرستان مرند
از بناهای تاریخی این شهر می‌توان قلعه قالا و مسجد جامع و امامزاده‌های احمد و یالدور را نام برد.
روستای توریستی پیربول (پیربالا) از روستاهای شهرستان مرند با آن کوه‌های رفیع و دره‌های افسانه‌ای یکی از مشهورترین روستاهای استان آذربایجان شرقی است و تنها روستایی است که قبور پیر (شامان-قام)ها را حفظ نموده است این روستا در ۱۹ کیلومتری جنوب غرب شهر مرند و دقیقاً در دامنه‌های میشوو داغ
قرار دارد.
روستای زمهریر مرتفع‌ترین و و در بیشتر اوقات سردترین روستای شهرستان مرند می‌باشد که مناظر زیبایی جهت بازدید گردشگران داخلی و خارجی دارد و در ۵ کیلومتری زنوز واقع می‌باشد.
شهرستان مرند بزرگ‌ترین تولیدکننده قیسی و برگ زردآلو نه تنها در استان بلکه سراسر ایران می‌باشد

## زبان
اهالی شهرستان مرند به زبان ترکی آذربایجانی صحبت می‌کنند.

## تقسیمات کشوری
در تقسیمات کشوری جدید ایران که در سال ۱۳۱۶ خورشیدی شکل گرفت، مرند یکی از بخش‌های شهرستان تبریز بود. در سی‌ام شهریور ۱۳۲۷ به تصویب هیئت وزیران، مرند تبدیل به شهرستان شد و دهستان علمدار گرگر و جلفا به یک بخش تبدیل و تابع شهرستان مرند شدند.

### تقسیمات فعلی
شهرستان مرند دارای ۳ بخش، ۱۰ دهستان و ۶ شهر به شرح زیر است:

### شهرستان مرند
| بخش     | مرکز بخش | جمعیت بخش ۱۳۹۵ | نام دهستان   | مرکز دهستان | جمعیت دهستان ۱۳۹۵ | شهر                  | جمعیت شهر ۱۳۹۵                  |
| ------- | -------- | -------------- | ------------ | ----------- | ----------------- | -------------------- | ------------------------------- |
| مرکزی   | مرند     | ۱۹۳٬۲۷۱ نفر    | میشاب شمالی  | کندلج       | ۱۴٬۲۱۴ نفر        | مرند بناب مرند زنوز  | ۱۳۰٬۸۲۵ نفر ۴٬۳۱۱ نفر ۲٬۴۶۵ نفر |
| مرکزی   | مرند     | ۱۹۳٬۲۷۱ نفر    | دولت‌آباد     | دولت‌آباد    | ۱۲٬۱۷۰ نفر        | مرند بناب مرند زنوز  | ۱۳۰٬۸۲۵ نفر ۴٬۳۱۱ نفر ۲٬۴۶۵ نفر |
| مرکزی   | مرند     | ۱۹۳٬۲۷۱ نفر    | بناب         | بناب مرند   | ۱۰٬۶۶۸ نفر        | مرند بناب مرند زنوز  | ۱۳۰٬۸۲۵ نفر ۴٬۳۱۱ نفر ۲٬۴۶۵ نفر |
| مرکزی   | مرند     | ۱۹۳٬۲۷۱ نفر    | هرزندات غربی | گلین‌قیه     | ۵٬۰۹۴ نفر         | مرند بناب مرند زنوز  | ۱۳۰٬۸۲۵ نفر ۴٬۳۱۱ نفر ۲٬۴۶۵ نفر |
| مرکزی   | مرند     | ۱۹۳٬۲۷۱ نفر    | هرزندات شرقی | هرزند جدید  | ۳٬۳۸۹ نفر         | مرند بناب مرند زنوز  | ۱۳۰٬۸۲۵ نفر ۴٬۳۱۱ نفر ۲٬۴۶۵ نفر |
| مرکزی   | مرند     | ۱۹۳٬۲۷۱ نفر    | زنوزق        | زنوزق       | ۲٬۰۷۵ نفر         | مرند بناب مرند زنوز  | ۱۳۰٬۸۲۵ نفر ۴٬۳۱۱ نفر ۲٬۴۶۵ نفر |
| یامچی   | یامچی    | ۲۷٬۸۷۷ نفر     | ذوالبین      | یامچی       | ۱۴٬۲۱۳ نفر        | یامچی                | ۱۰٬۳۹۲ نفر                      |
| یامچی   | یامچی    | ۲۷٬۸۷۷ نفر     | یکانات       | یکان کهریز  | ۳٬۲۷۲ نفر         | یامچی                | ۱۰٬۳۹۲ نفر                      |
| کشکسرای | کشکسرای  | ۲۳٬۸۲۲ نفر     | کشکسرای      | زنجیره      | ۶٬۲۸۷ نفر         | کشکسرای دیزج حسین‌بیگ | ۸٬۰۶۰ نفر ۴٬۰۶۰ نفر             |
| کشکسرای | کشکسرای  | ۲۳٬۸۲۲ نفر     | یالقوز آغاج  | یالقوزآغاج  | ۵٬۴۱۵ نفر         | کشکسرای دیزج حسین‌بیگ | ۸٬۰۶۰ نفر ۴٬۰۶۰ نفر             |